# 코소보 U-15 축구 국가대표팀
코소보 U-15 축구 국가대표팀(알바니아어: Kombëtarja e futbollit të Kosovës nën 15 vjeç)은 코소보를 대표하는 15세 이하의 축구 국가대표팀으로, 코소보의 축구 관리 기관인 코소보 축구 연맹의 관리를 받는다.